# ليندي
ليندي هي مدينة ساحلية تقع في مكان ناء من خليج ليندي، في المحيط الهندي في جنوب شرق تنزانيا. وتقع البلدة على بعد 450 كيلومترا إلى الجنوب من دار السلام و 105 كيلومترا إلى الشمال من متوارا، جنوب بلدة ساحلية في تنزانيا، ويعطي اسمه إلى المنطقة المحيطة بها في منطقة ليندي، واحدة من أكثر مناطق ذات كثافة سكانية منخفضة للبلد. وكان عدد سكان المدينة 41,549.

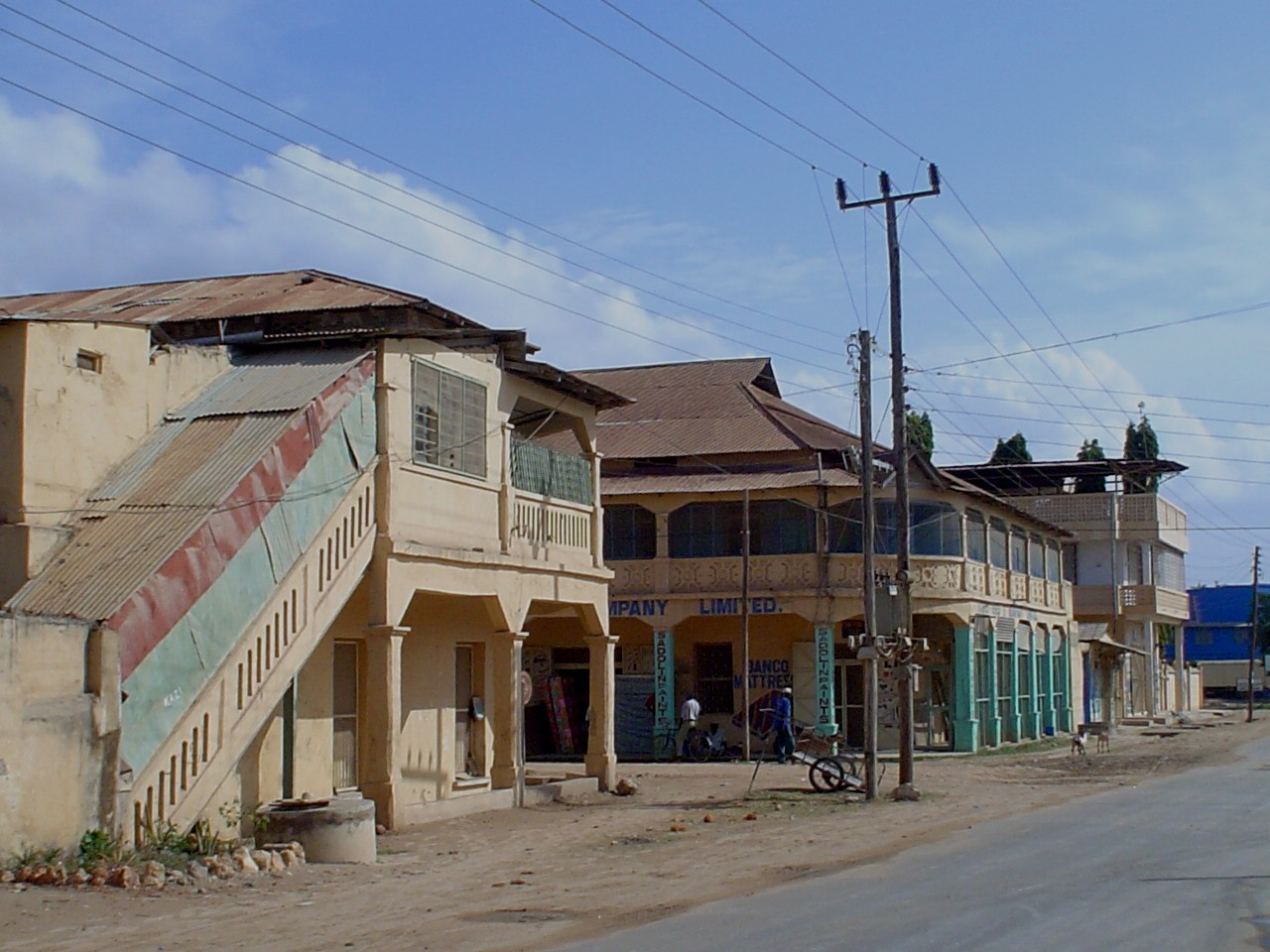
مباني من عام 1933 في ليندي

## أعلام
- روماليزا
- ألان جونستون
- ناريندرا باتل